# 2706 Borovský
2706 Borovský este un asteroid din centura principală, descoperit pe 11 noiembrie 1980, de Zdeňka Vávrová.